# Emre Demir
Emre Demir, né le 15 janvier 2004 à Mersin en Turquie, est un footballeur turc qui évolue au poste de milieu offensif à Sakaryaspor, en prêt de Fenerbahçe SK.

## Biographie

### En club
Né à Mersin en Turquie et issu d'une famille originaire de Batman, Emre Demir commence le football au Mersin İdman Yurdu avant de rejoindre Kayserispor. Il signe son premier contrat professionnel avec ce club à seulement 15 ans, le 18 janvier 2019.
Le 9 novembre 2019, Emre Demir inscrit son premier but en professionnel, lors d'une rencontre de championnat face au Gençlerbirliği SK. Il entre en jeu ce jour-là et marque trois minutes plus tard mais il ne peut empêcher la défaite de son équipe par deux buts à un. Avec ce but il devient le plus jeune buteur de l'histoire de la première division turque, à 15 ans, 9 mois et 25 jours.
Le 4 novembre 2020, Demir réalise le premier doublé de sa carrière lors d'une rencontre de coupe de Turquie contre Yomraspor. Il contribue ainsi à la victoire de son équipe par cinq buts à zéro.
Le 23 septembre 2021, Emre Demir s'engage en faveur du FC Barcelone. Le jeune joueur signe un contrat courant jusqu'en juin 2027 prenant effet le 1er juillet 2022, et il rejoint dans un premier temps l'équipe B.
Le 31 janvier 2023, Emre Demir s'engage en faveur du Fenerbahçe SK. Il signe un contrat de quatre ans et demi.
Le 16 septembre 2023, il rejoint l'Ümraniyespor sous la forme d'un prêt jusqu'à la fin de la saison.

### En sélection
Emre Demir représente l'équipe de Turquie des moins de 17 ans pour un total de huit matchs joués, tous en 2019.
Le 1er septembre 2021, Emre Demir joue son premier match avec l'équipe de Turquie des moins de 19 ans contre l'Autriche. Il est titularisé et son équipe s'impose par trois buts à zéro.

## Statistiques
| Saison                | Club                  | Championnat           | Championnat | Championnat | Championnat | Coupe(s) nationale(s) | Coupe(s) nationale(s) | Coupe(s) nationale(s) | Compétition(s) continentale(s) | Compétition(s) continentale(s) | Compétition(s) continentale(s) | Compétition(s) continentale(s) | Total | Total | Total |
| Saison                | Club                  | Division              | M.          | B.          | P.d.        | M.                    | B.                    | P.d.                  | Comp.                          | M.                             | B.                             | P.d.                           | M.    | B.    | P.d.  |
| 2018-2019             | Kayserispor           | Süper Lig             | 1           | 0           | 0           | 1                     | 0                     | 0                     | -                              | -                              | -                              | -                              | 2     | 0     | 0     |
| 2019-2020             | Kayserispor           | Süper Lig             | 11          | 1           | 0           | 2                     | 0                     | 0                     | -                              | -                              | -                              | -                              | 13    | 1     | 0     |
| 2020-2021             | Kayserispor           | Süper Lig             | 14          | 0           | 1           | 2                     | 2                     | 0                     | -                              | -                              | -                              | -                              | 16    | 2     | 1     |
| 2021-2022             | Kayserispor           | Süper Lig             | 4           | 0           | 0           | 3                     | 1                     | 1                     | -                              | -                              | -                              | -                              | 7     | 1     | 1     |
| Sous-total            | Sous-total            | Sous-total            | 30          | 1           | 1           | 8                     | 3                     | 1                     | -                              | -                              | -                              | -                              | 38    | 4     | 2     |
| 2022-2023             | FC Barcelone B        | Primera División RFEF | -           | -           | -           | -                     | -                     | -                     | -                              | -                              | -                              | -                              | 0     | 0     | 0     |
| Total sur la carrière | Total sur la carrière | Total sur la carrière | 30          | 1           | 1           | 8                     | 3                     | 1                     | -                              | -                              | -                              | -                              | 38    | 4     | 2     |